# Nátrium-bromid
A nátrium-bromid színtelen, apró kristály vagy fehér, szemcsés por (só) formájában ismeretes. Vízoldhatósága nagyon jó, 25 °C-on 100 g vízben 92 g nátrium-bromid oldódik. Oldható alkoholban is, 100 g etanolban 10 gramm oldódik. A nátrium-bromid vizes oldata semleges kémhatású. Alacsonyabb hőmérsékleten (50 °C alatt) végzett bepárlásakor két mol kristályvízzel kristályosodik: NaBr · 2 H2O. 
Higroszkópos, hevítés hatására a kristályvizét elveszti.

## Kémiai tulajdonságai
A nátrium-bromid vizes oldatából klór vagy fluor hatására bróm válik szabaddá. Savas kémhatású oldatban ózon hatására szintén bróm válik ki. Kénsav vagy foszforsav hatására hidrogén-bromid fejlődik belőle.

## Előállítása
A nátrium-bromid előállítható vas(II)-bromidból nátrium-karbonáttal:
{\displaystyle \mathrm {FeBr_{2}+Na_{2}CO_{3}\rightarrow 2\ NaBr+FeCO_{3}} }
Más eljárás szerint először a brómot nátrium-hidroxid oldatban oldják, majd a nátrium-bromid mellett keletkező nátrium-hipobromitot melegítéssel nátrium-bromáttá alakítják, majd a nátrium-bromátot úgy redukálják nátrium-bromiddá, hogy az oldatot előbb bepárolják, majd faszénporral hevítik.
{\displaystyle \mathrm {Br_{2}+2\ NaOH\rightarrow NaBr+NaOBr+H_{2}O} }
{\displaystyle \mathrm {3\ NaOBr\rightarrow NaBrO_{3}+2\ NaBr} }
{\displaystyle \mathrm {NaBrO_{3}+3\ C\rightarrow NaBr+3\ CO} }

## Felhasználása
A gyógyászatban idegcsillapítóként alkalmazzák. Hat a szívre is kisebb mértékben. Megkönnyíti az elalvást (sedativum), csökkenti a feszültséget, ingerlékenységet, a garatreflexet, enyhe köhögéscsillapító hatású. Túladagolása bromizmust okoz (bőrkiütés, hajhullás, memóriazavar). Az anyatejbe átjut.
A VIII. Magyar Gyógyszerkönyvben  Natrii bromidum    néven hivatalos.  

Felhasználják még a fényképészetben és más brómvegyületek előállítására.